# Pörtoms församling
Pörtom församling var en församling i Närpes prosteri inom Borgå stift i Evangelisk-lutherska kyrkan i Finland. Till församlingen hörde kyrkomedlemmar bosatta i Pörtom, Närpes. Den 1 januari 2014 fusionerades de tre församlingarna i Närpes till Närpes församling.
Kyrkoherde i församlingen var Lars-Erik Björkstrand. 